# ロールプレイングゲームの用語の一覧
ロールプレイングゲーム用語の一覧

## RPGをプレイする際の用語
- シナリオ
- キャンペーン
- プレイヤーキャラクター
- キャラクターシート
- キャラクター作成
- ゲームマスター
- マスタースクリーン
- イニシアチブ
- メタゲーミング
- セーヴィング・スロー
- RPGのシステム

## キャラクターを記述する際の用語
- 能力値
- キャラクターの種別
- 統計

## ゲームの種類を記述する際の用語
- GNS理論
- 一般的なRPGのゲームシステム
- ジャンル
- ライブRPG
- オンラインテキストベースRPG

## プレイヤーに使用される用語用語
- パワープレイ (TRPGプレースタイル)